# Moses Malone
Moses Eugene Malone (født d. 23. marts 1955, død d. 13. september 2015) var en amerikansk professionel basketballspiller. Han anses som en af de bedste center nogensinde, og blev i sin karriere kåret som NBA Most Valuable Player 3 gange, og blev valgt til All-Star holdet 12 gange.

## ABA-karriere
Malone blev i 1974 draftet af Utah Stars, et hold spillede i den professionelle række American Basketball Association, som eksisterede mellem 1967 og 1976. Den kun 19-årige Malone, som kun havde færdiggjort high school, valgte at blive professionel her, i stedet for at gå i college, hvilke var et krav hvis han skulle kunne blive draftet i NBA.
Utah Stars gik konkurs efter Moses' debutsæson, og han blev sammen med nogle af sine holdkammerater solgt til Spirits of St. Louis, et andet ABA-hold.

## NBA-karriere

### Buffalo Braves
Efter 1975-76 sæsonen valgte ABA og NBA-ligaerne at fusionere under NBA-navnet. St. Louis var ikke valgt blandt de hold, som ville blive overført fra ABA til NBA, og Malone blev som resultat del af et 'dispersal draft', hvor at NBA holdene kunne drafte de nu klubløse spillere. Ved dispersal draften blev Malone draftet af Portland Trail Blazers, men Portland, som allerede havde en stjerne center i Bill Walton, valgte at trade ham videre til Buffalo Braves. Malone endte dog kun med at spille to kampe for Buffalo, da ikke kunne blive enige med Malone omkring spilletid.

### Houston Rockets
Malone blev herefter traded til Houston Rockets. Malone faldt endelig på plads et sted, og han havde en god debutsæson i Houston. I 1977-78 sæsonen blev han for første gang valgt til All-Star kampen, og ledte ligaen i rebounds.
1978-79 sæsonen ville dog være speciel for Malone. Malone så en stort fremskridt i sin scoring, og scorede i sæsonen 24,8 point per kamp, imens han greb 17,6 rebounds per kamp. Som resultat af disse imponerende statistiker, blev Malone for første gang i sin karriere valgt til ligaens Most Valuable Player.
Malone var over de næste sæsoner fortsat blandt de bedste spillere i ligaen, og blev valgt til både All-Star og All-NBA hold. Malone havde sin bedste scoringsmæssige sæson i 1981-82, hvor han scorede 31,1 point per kamp. Han blev i sæsonen kåret som MVP for anden gang i hans tid med Houston.

### Philadelphia 76ers
Malone havde kontraktudløb efter 1981-82 sæsonen, og i søgen om en ny center, så tilbød Philadelphia 76ers ham en stor kontrakt. Houston havde muligheden for at matche denne kontrakt, og det gjorde de, men de ønskede egentlig ikke at betale hans nye kontrakt, og tradede ham derfor til 76ers for et draft pick.
Moses viste, at han stadig var ligaens bedste i sin debutsæson hos 76ers, da han blev kåret som MVP for andet år i streg og tredje gang i sin karriere. 76ers var ligaens bedste hold, og det kunne ses i slutspillet, hvor at de kun tabte en enkelt kamp i 3 runder, og slog Los Angeles Lakers i finalen, hvor de vandt alle 4 kampe. Moses vandt hermed sit første, og eneste mesterskab, i hans karriere.
Malone spillede over de næste år fortsat en vigtig rolle for Sixers, men døjede dog løbende med flere og flere skader. Efter Charles Barkley kom til holdet i 1984 blev Malone en mentor for den unge Barkley, og Barkley har senere sagt, at han ikke ville have blevet den spiller han blev uden Malones hjælp.

### Washington Bullets
Malone blev efter 1985-86 sæsonen traded til Washington Bullets. Malone imponerede efter hans tilbagevending fra skade, og blev igen valgt til All-Star holdet, som gjorde at han hermed var blevet udtaget til 10 All-Star hold i streg. Han blev igen i 1987-88 udtaget til All-Star holdet.

### Atlanta Hawks
Malone forlod Bullets efter kontraktudløb, og skiftede til Atlanta Hawks. Hans første sæson med Atlanta var en succes, da han igen var en All-Star. Hans 12. All-Star udtagelse ville dog blive den sidste i hans karriere.
Malone begyndte dog fra 1989-91 sæsonen at spille mindre, og blev i hans to sidste sæsoner i Atlanta brugt hovedsageligt som rotationsspiller.

### Milwaukee Bucks
Malone skiftede i 1991 til Milwaukee Bucks efter kontraktudløb med Hawks. Malones tid hos Bucks var dog ikke mærkværdig, da Milwaukee ikke var et særligt godt hold, og Moses var særlig skadesplaget.

### Philadelphia 76ers retur
Malone blev i 1993 hentet tilbage til Philadelphia, hvor han i stor grad blev brugt som mentor for den unge Shawn Bradley. Hans egen spille tid var meget begrænset.

### San Antonio Spurs
Malone skiftede i 1994 til San Antonio Spurs for at være back-up til David Robinson. Han spillede i alt 17 kampe for Spurs. Han gik på pension efter 1994-95 sæsonen.

### Eftermæle
Både Houston Rockets og Philadelphia 76ers har pensioneret hans nummer. Han blev i 2001 indsat i Naismith Memorial Basketball Hall of Fame.

## Død
Malone døde af hjerte-kar-sygdom den 13. september 2015 i en alder af 60 år. Han var på tidspunktet på et hotel i Norfolk, Virginia, da han skulle deltage i en golftunering for velgørendehed. 